# Noel Swerdlow
Noel M. Swerdlow (* 12. September 1941 in Los Angeles; † 24. Juli 2021) war ein US-amerikanischer Astronomiehistoriker. Er galt als einer der führenden Experten für die Astronomie von Kopernikus, der frühen Neuzeit und Altmesopotamiens, schrieb darüber Standardwerke und verkörperte eine Richtung der Astronomiegeschichtsschreibung, die durch detaillierte technische Untersuchungen der Texte auf Basis der historischen mathematischen Methoden, der damaligen Beobachtungsmethoden und -daten gekennzeichnet war. 

## Leben
Swerdlow wuchs in Los Angeles auf und studierte an der University of California, Los Angeles Geschichte mit dem Bachelor-Abschluss 1964. Anfangs konzentrierte er sich auf Geschichte mittelalterlicher Musik unter mathematikgeschichtlichen Aspekten, wandte sich dann aber der Astronomiegeschichte zu. Er promovierte 1968 an der Yale University bei Asger Aaboe (Ptolemys Theory of the Distances and Sizes of the Planets: A Study of The Scientific Foundations of Medieval Cosmology). Swerdlow war ab 1968 Assistant Professor in der Geschichtsfakultät der University of Chicago. 1982 wechselte er in der Abteilung Astronomie und Astrophysik und war bis zu seiner Emeritierung 2010 Professor für Astronomie und Astronomiegeschichte an der University of Chicago. 1973/74 war er am Institute for Advanced Study. Nach der Emeritierung zog er nach Kalifornien und war 2010 bis 2018 Gastprofessor (Visiting Associate Professor) am Caltech.
Swerdlow beschäftigte sich vor allem mit Renaissance-Astronomie wie der von Nikolaus Kopernikus (über dessen Astronomie er ein Buch mit Otto Neugebauer schrieb), Tycho Brahe, Johannes Kepler und Regiomontanus, sowie mit antiker Astronomie. Er schrieb ein Buch über babylonische Planetentheorien. Er kam nicht mehr zur Fertigstellung seines letzten Werks über Renaissance-Astronomie (geplanter Titel: The Renaissance of Astronomy in the Age of Humanism), eine Veröffentlichung und Vervollständigung des Manuskripts, an dem er jahrelang arbeitete, ist geplant (2021).
Sein Schüler Anthony Grafton charakterisierte ihn als sehr unabhängigen Denker, der stets bereit war in der Interpretation historischer Astronomietexte die herkömmlichen Wege zu verlassen und fand häufig neue Interpretationen, an die andere Historiker nicht einmal dachten. Sein Astrophysikerkollege und Nobelpreisträger Subrahmanyan Chandrasekhar, ebenfalls Professor an der University of Chicago, hatte auch astronomiegeschichtliche Interessen und verfasste mehrere Artikel mit Swerdlow. 
In seiner Dissertation beschäftigte er sich auch mit der Rekonstruktion der Methode der Entfernungsbestimmung von Sonne und Mond von Hipparch, wie sei bei Ptolemäus überliefert ist. Weiterhin schrieb er über die Entdeckung der Präzession der Äquinoktien durch Hipparch.
1988 war er MacArthur Fellow. Im gleichen Jahr wurde er in die American Philosophical Society gewählt.
Sein Hobby war klassische Musik und Oper. Er war mit Nadia Swerdlow verheiratet und hatte einen Sohn Dorian.

## Schriften
- mit Otto Neugebauer: Mathematical Astronomy in Copernicus De Revolutionibus, Springer 1984, 2 Bände
- Babylonian theory of the planets, Princeton University Press 1998
- The Recovery of the Exact Sciences of Antiquity: Mathematics, Astronomy, Geography, in: A. Grafton (Herausgeber) „Rome Reborn. The Vatican Library and Renaissance Culture“, The Library of Congress/Yale University Press, 1993, S. 125–167.
- Astronomy of the Renaissance, in: C. Walker (Herausgeber) „Astronomy before the telescope“, The British Museum Press, 1996, S. 187–229
- Herausgeber: Ancient Astronomy and celestial divination, MIT Press 1999 (Dibner Institute Studies in the history of Science and Technology)